# Jakov Iljič Vernikov
Jakov Iljič Vernikov (rusko Яков Ильич Верников), sovjetski častnik, vojaški pilot, letalski as, preizkusni pilot in heroj Sovjetske zveze, * 31. oktober 1920, Spas-Demensk, Kalužska oblast, Sovjetska zveza, † 30. september 1993, Moskva, Rusija.
Med drugo svetovno vojno je sestrelil 16 letal, za kar so ga odlikovali z nazivom heroja Sovjetske zveze.
Po vojni je bil preizkusni pilot na reaktivnih letalih (npr. Jak-15) pri Centralnem aerohidrodinamičnem inštitutu ZSSR.

## Napredovanja
- generalmajor vojnega letalstva (1971)

## Odlikovanja in priznanja
- zaslužni pilot-lovec ZSSR (1960)
- zaslužni športni mojster (1975)
- red Lenina (2x)
- red oktobrske revolucije
- red rdeče zastave (4x)
- red domovinske vojne 1. stopnje
- red rdeče zvezde (3x)
- 13 medalj